# Maupertuis Bay
Maupertuis Bay är en vik i Australien. Den ligger i delstaten South Australia, omkring 210 kilometer sydväst om delstatshuvudstaden Adelaide.
I omgivningarna runt Maupertuis Bay växer i huvudsak städsegrön lövskog. Genomsnittlig årsnederbörd är 825 millimeter. Den regnigaste månaden är juni, med i genomsnitt 149 mm nederbörd, och den torraste är januari, med 26 mm nederbörd.